# Lucas Van Looy
Lucas Van Looy, S.D.B (sinh ngày 28 tháng 9 năm 1941) là một giám mục người Bỉ của Giáo hội Công giáo, từng đảm nhận vai trò Giám mục Chánh tòa Giáo phận Ghent trong giai đoạn từ năm 2003 đến năm 2019. Ông cũng hoạt động với tư cách là một nhà truyền giáo và thực hiện công việc này trong hơn một thập niên ở Hàn Quốc. Trong dòng Salêdiêng, ông cũng nắm giữ các vai trò quản trị từ năm 1984 đến năm 2003.
Giáo hoàng Phanxicô đã công khai kế hoạch vinh thăng giám mục Looy tước hồng y vào tháng 8 năm 2022 vào cuối tháng 5 năm 2022. Tuy vậy, giám mục này đã đề nghị không nhận tước vị và được giáo hoàng đồng ý.

## Thiếu thời và tu học
Van Looy sinh ngày 28 tháng 9 năm 1941 ở Tielen, Bỉ, thuộc Tổng giáo phận Mechelen. Ông theo học với các tu sĩ Dòng Tên tại Turnhout và theo học trường Cao đẳng Don Bosco tại Hechtel. Ông trở thành thành viên của Dòng Salêdiêng Don Bosco vào năm 1961, sau đó học tại cơ sở Groot-Bijgaarden của trường dòng này trong một vài năm sau đó, từ năm 1962 đến năm 1964.
Sau ba năm ở Hàn Quốc, ông theo học thần học tại Đại học Công giáo Louvain từ năm 1967 đến năm 1970, nhận bằng cử nhân truyền giáo. Ông thực hiện nghi thức vĩnh khấn để chính thức trở thành tu sĩ dòng Salêdiêng vào ngày 6 tháng 3 năm 1968 và được thụ phong linh mục vào ngày 12 tháng 9 năm 1970. Giám mục chủ sự nghi thức phong chức là Giám mục Paul Constant Schoenmaekers, giám mục phụ tá Tổng giáo phận Mechelen-Brussel.

## Thời kỳ linh mục
Linh mục Looy làm việc tại Hàn Quốc với tư cách là một giáo viên từ năm 1972 đến năm 1974 và đảm nhận vai trò linh mục tuyên úy của các sinh viên Công giáo trong giai đoạn từ năm 1974 đến năm 1978. Sau đó, ông đảm nhiệm một loạt các chức vụ trong ban lãnh đạo của Dòng Salêdiêng: Giám tỉnh dòng từ năm 1968 đến năm 1984, lãnh đạo cơ quan truyền giáo trong giai đoạn từ năm 1984 đến năm 1990, quản lý về vấn đề mục vụ giới trẻ từ năm 1990 đến năm 1996, và Tổng đại diện từ năm 1996 đến năm 2003.

## Thời kỳ giám mục
Ông được Giáo hoàng Gioan Phaolô II bổ nhiệm làm Giám mục Chánh tòa Giáo phận Ghent vào ngày 19 tháng 12 năm 2003, và được Hồng y Godfried Danneels, Tổng giám mục đô thành Tổng giáo phận Mechelen-Brussel (Malines-Brussels) chính thức chủ sự nghi thức tấn phong giám mục vào ngày 1 tháng 2 năm 2004 tại Nhà thờ chính tòa Thánh Bavon, Giáo phận Ghent. Hai vị phụ phong gồm Giám mục Arthur Luysterman, nguyên giám mục chính tòa Ghent và giám mục Paul Van den Berghe, giám mục chính tòa giáo phận Antwerpen (Antwerp).
Năm 2005, giám mục Looy trả 25.000 đô la Mỹ cho một nạn nhân của một linh mục (thuộc giáo phận) nhưng không thông báo cho chính quyền về việc tiếp tục cho phép linh mục này điều hành một trại trẻ mồ côi ở Rwanda. Linh mục này đảm nhận chức vụ trên cho đến năm 2014. Năm 2007, giám mục Van Looy bổ nhiệm một linh mục người Bỉ khác, vốn đã bị kết tội tấn công tình dục trẻ vị thành niên vào năm 1994 đến thực hiện công tác mục vụ tại một giáo xứ mới. Khi vụ việc được báo chí địa phương loan  tin vào năm 2010, ông đã lến tiếng bảo vệ quyết định này.
Năm 2010, sau khi Tổng giám mục André-Joseph Léonard của Giáo phận Mechelen-Brussels nhận định AIDS là một hình thức của công lý mà những người có quan hệ tình dục bừa bãi phải gánh chịu, giám mục Van Looy lên tiếng ủng hộ những người chỉ trích quan điểm trên. Theo ông, “Tôi nghĩ không thể chấp nhận, tôi nghĩ rằng, sau lời phát biểu như vậy, những bệnh nhân còn phải chịu đựng nhiều hơn nữa những sự kỳ thị." Ông thừa nhận rằng "các mối quan hệ đồng giới ổn định" là một khả thể đáng cân nhắc.
Vào ngày 29 tháng 3 năm 2014, Giáo hoàng Phanxicô đã bổ nhiệm ông làm thành viên của Bộ các Tu hội Đời sống Thánh Hiến và Tu đoàn Tông Đồ.
Giám mục Lucas Van Looy trở thành chủ tịch Caritas Châu Âu vào tháng 5 năm 2014. Vào tháng 7 năm 2015, ông được Giáo hoàng Phanxicô bổ nhiệm vào ban điều hành của Caritas Quốc tế.
Sau khi các giám mục Công giáo Bỉ bổ nhiệm ông làm đại biểu dự khuyết cho Thượng hội đồng Giám mục về Gia đình vào tháng 10 năm 2015, Giáo hoàng Phanxicô đưa giám mục Van Looy vào trong số các đại biểu do chính giáo hoàng chỉ định. Ông cũng là đại biểu do giáo hoàng chỉ định tham gia Thượng Hội đồng Giám mục về Thanh niên năm 2018.

## Hồi hưu và từ chối tước vị Hồng y
Giáo hoàng Phanxicô bác bỏ đơn từ nhiệm của giám mục Van Looy vào tháng 12 năm 2018, yêu cầu ông đảm nhận các công việc mục vụ ở giáo phận Ghent cho đến khi tân giám mục được bổ nhiệm. Vào ngày 27 tháng 11 năm 2019, Giáo hoàng chính thức chấp nhận đơn hồi hưu của ông và loan tin bổ nhiệm tân giám mục kế vị Lode Van Hecke.
Vào ngày 29 tháng 5 năm 2022, Giáo hoàng Phanxicô tuyên bố sẽ vinh thăng giám mục Lucas Van Looy tước vị hồng y trong công nghị hồng y diễn ra sau đó vào ngày 27 tháng 8 cùng năm. Hồng y tân cử Van Looy sau đó đề nghị không nhận tước vị và giáo hoàng chấp thuận đề nghị này. Tuyên bố từ Hội đồng Giám mục Bỉ ngày tháng 6 năm 2022 cho biết vì trong thời gian đảm nhận vai trò Giám mục Ghent, giám mục Van Looy không "phản ứng đủ mạnh" trong các vấn đề về nạn lạm dụng và với mong muốn làm tránh đi những tổn thương do các nạn nhân thông qua việc vinh thăng Hồng y, giám mục Looy đã đề nghị giáo hoàng không ban tước vị này cho mình.